# NGC 1358
NGC 1358 è una galassia a spirale barrata situata nella costellazione dell'Eridano, a una distanza di circa 187 milioni di anni luce dalla nostra Via Lattea.

## Scoperta
La galassia è stata scoperta il 5 ottobre 1785 dall'astronomo britannico di origine tedesca William Herschel.

## Descrizione
NGC 1358 è stata utilizzata da Gérard de Vaucouleurs come esempio del tipo morfologico (R')SB(s)a nel suo atlante delle galassie..
Nella banda K dell'infrarosso, NGC 1358 presenta una barra centrale di 25 arcosecondi con un'ellitticità massima di 0,39. L'angolo di posizione è di 129°
NGC 1358 ha una classe di luminosità I e presenta una larga riga a 21 cm dell'idrogeno neutro. È inoltre una galassia attiva del tipo Seyfert 2.

## Buco nero supermassiccio
Secondo gli autori di un articolo pubblicato nel 2002, la massa del buco nero centrale di NGC 1358 è di 7,59 x 107 {\displaystyle M_{\odot }} (107,88 {\displaystyle M_{\odot }}).
Un articolo del 2006 basato su misure della luminosità nella banda K dell'infrarosso vicino del bulbo galattico, dà un valore di 108,0 {\displaystyle M_{\odot }} (100 milioni di masse solari) per il buco nero supermassiccio centrale.
Un altro studio del 2007 su 90 galassie del tipo Seyfert 2 effettuato utilizzando la dispersione di velocità, ha permesso di stimare la massa del buco nero centrale di ognuna delle galassie. Per NGC 1358, la massa risulta uguale a 76 x 106 {\displaystyle M_{\odot }} (107,88).
Un ulteriore studio del 2009 basato sulla velocità interna della galassia misurata dal Telescopio spaziale Hubble, stima che la massa del buco nero situato al centro di NGC 1358 sia compresa tra 120 e 530 milioni di masse solari.
Un altro studio del 2012 basato sulla dispersione di velocità della regione centrale, ha permesso di stimare la massa del buco nero in 9,77 x 107 {\displaystyle M_{\odot }} (107,99).
Un altro articolo del 2012, ha utilizzato la conoscenza della massa del buco nero centrale e il suo tasso di accrezione per stimare il tasso di formazione stellare nella regione centrale delle galassie di tipo Seyfert 2. Per NGC 1358 questo dovrebbe essere compreso tra 0,0082 e 0,12 masse solari all'anno, in una regione di raggio di circa 1 kpc.

## Gruppo di NGC 1417
NGC 1358 fa parte del Gruppo di NGC 1417 che comprende almeno 14 galassie, tra cui NGC 1376, NGC 1417, NGC 1418, NGC 1441, NGC 1449, NGC 1451 e NGC 1453.